# Kinlet
Kinlet est une paroisse civile et un village du Shropshire, en Angleterre.